# Les Fleury-Nadal
Les Fleury-Nadal est une série de bande dessinée dérivée du Décalogue. Écrite par Franck Giroud et dessinée par quatre artistes différents, ses six volumes ont été publiés entre 2006 et 2013 par Glénat.
Les Fleury-Nadal développe l'histoire de quatre membres de la famille éponyme, afin de compléter les éléments qui apparaissaient dans Le Décalogue.

## Liste des albums
- Franck Giroud (scénario) et divers dessinateurs, Les Fleur-Nadal, Glénat :

1. Ninon (dessin de Lucien Rollin), mai 2006  (ISBN 2723450937)[2],[3].
2. Benjamin 1/2 (dessin de Daniel Hulet), mai 2007  (ISBN 9782723455824)[4].
3. Benjamin 2/2 (dessin de Daniel Hulet), janvier 2009  (ISBN 9782723458825)[5].
4. Anahide (dessin de Didier Courtois), novembre 2009  (ISBN 9782723459792)[1]
5. Missak 1/2 (dessin de Gilles Mezzomo), février 2013  (ISBN 9782723487276).
6. Missak 2/2 (dessin de Gilles Mezzomo), mai 2013  (ISBN 9782723489997).